# Janusz Radziwiłł (1579–1620)

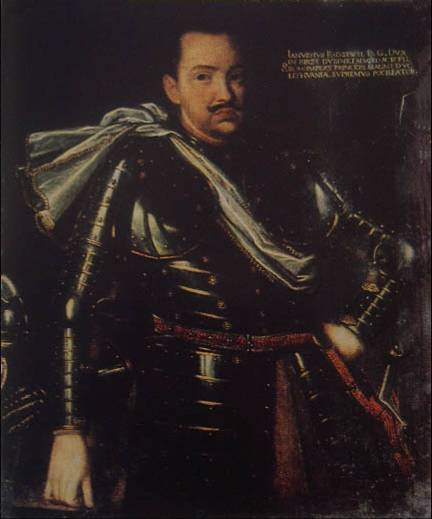
Janusz Radziwill

Janusz VI. Radziwiłł, genannt der Ältere litauisch Jonušas Radvila (* 2. Juli 1579 in Vilnius; † 3. Dezember 1620 in Czarlin), war ein litauischer, protestantischer Magnat, bekleidete verschiedene Ämter in Polen-Litauen und war einer der Anführer des „Zebrzydowski-Aufstands“ gegen König Sigismund III. Wasa.

## Familie
Er war Sohn von Krzysztof Mikołaj Radziwiłł aus dessen Ehe mit Katarzyna Ostrogska.
Anfang Oktober 1600 heiratete er zu Brest-Litowsk in erster Ehe Prinzessin Sophia Olelkowicz Słucka (1585–1612), eine Tochter von Juri Olelkowitsch, des letzten Fürsten von Sluzk. Sie verstarb am 9. März 1612 bei der Geburt eines toten Kindes.

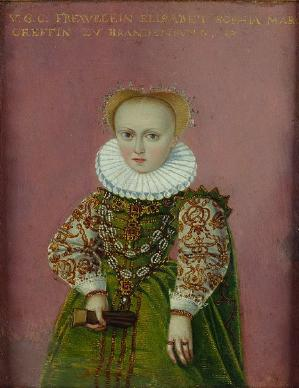
Elisabeth Sophie von Brandenburg

In einer zweiten Ehe heiratete er am 27. März 1613 in Berlin Elisabeth Sophie von Brandenburg (1589–1629), eine Tochter des Kurfürsten Johann Georg von Brandenburg. Radziwiłł kaufte für sie als Leibgedinge für 100.000 Gulden die Herrschaft Lichtenberg in Oberfranken von Christoph von Waldenfels. Aus der Ehe ging vier Kinder unter anderem der Sohn und Erbe Boguslaw hervor. Nach seinem Tod heiratete Elisabeth Sophie Julius Heinrich Herzog von Sachsen-Lauenburg. Die Herrschaft Lichtenberg verkaufte sie an ihren Bruder  Christian von Brandenburg-Bayreuth.

## Leben
Er war unter anderem Herzog von Birze. Er führte den erblichen Titel eines Fürsten des heiligen römischen Reiches. Er war Podczaszy (Mundschenk) von Litauen seit 1599. Kastellan von Vilnius war er seit 1619. Außerdem war er Starost von Borysów und Kronfeldherr von Litauen.
Wie sein Vater war er Anhänger der calvinistischen Konfession und Gegner der Gegenreformation. Nachdem es 1611 zum Überfall auf calvinistische Häuser in Vilnius gekommen war, erkrankte er.
Nach dem Tod seiner ersten Frau ging ihr großer Besitz aus sieben Burgen und Schlössern und zahlreichen Dörfern an ihn über. Das Fürstentum Sluzk war immerhin etwa 30 Meilen lang und breit und eines der ausgedehntesten Feudalterritorien des Staates. Sluzk selbst hatte damals 8000 Einwohner und war damit einer der größten Orte im Großherzogtum Litauen. Das Gebiet war eine Hochburg der orthodoxen Kirche in Polen-Litauen. Deren Position wurde gegenüber dem Katholizismus von den calvinistischen Radziwiłł geschützt. Geschützt wurde auch die jüdische Bevölkerung, nicht aber die Anhänger der unierten Kirche. Im Jahr 1617 ließ Radziwiłł in Sluck eine calvinistische Schule und Seminar bauen.
Wie schon sein Vater nahm Radziwiłł am Krieg gegen die Schweden in Livland teil. In politischer Hinsicht verschärfte sich der Konflikt zwischen der Familie Radziwiłł und dem polnisch-litauischen Staat. Die Familie versuchte ihren Einfluss und Reichtum ohne Rücksicht auf die Belange des Staates zu vergrößern. Weil er meinte, dass der Staat seine militärischen Anstrengungen nicht ausreichend materiell belohnen würde, trat er in Opposition zu König Sigismund III. Wasa. Allerdings spielte wohl auch die Benachteiligung wegen seines calvinistischen Glaubens durch den katholischen König eine Rolle.
Seine kritische Haltung war im hohen Adel weit verbreitet. Die Eigeninteressen des Adels, die eine Stärkung der königlichen Macht ablehnten, verbanden sich dabei mit der Sorge um den gegenreformatorischen Kurs von Sigismund III. Wasa. Es ging darum, eine Erbmonarchie, zusätzliche Steuern und die Schaffung eines stehenden Heeres zu verhindern. Es kam seit 1606 zum offenen Aufstand (Rokosz) unter Führung von Mikołaj Zebrzydowski. Janusz Radziwiłł schloss sich der Bewegung an und wurde einer ihrer Führer. Die übrigen beteiligten wählten ihn zu ihrem Marschall. Die einzige nennenswerte Schlacht bei Guzów verloren die Aufständischen. Allerdings blieben die Truppen von Radziwiłł in Litauen intakt. Sie erhielten 1609 Generalamnestie, aber sie waren insofern erfolgreich, weil der König alle Reformbestrebungen einstellte und somit die Macht des Adels gestärkt wurde. Nach dem Ende der Rebellion zog sich Radziwiłł von den politischen Auseinandersetzungen zurück und ging für einige Zeit ins Ausland.